# Kamel Ait Daoud
Kamel Ait Daoud (ur. 18 maja 1985 r.) – algierski wioślarz, reprezentant Algierii w wioślarskiej dwójce podwójnej wagi lekkiej podczas Letnich Igrzysk Olimpijskich w Pekinie.

## Osiągnięcia
- Igrzyska Olimpijskie – Pekin 2008 – dwójka podwójna wagi lekkiej – 19. miejsce[1].